# Institut d'Égypte

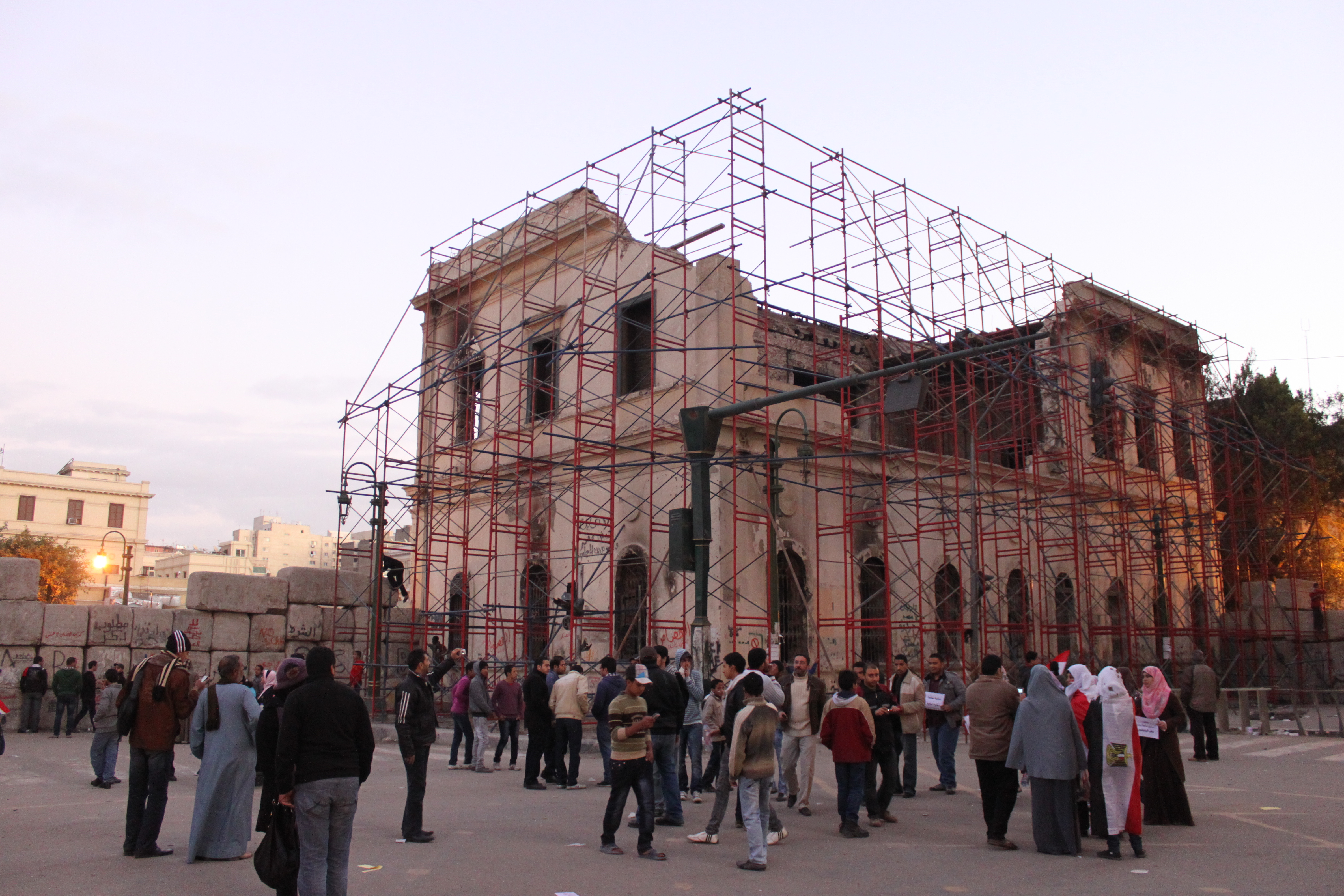
Institut d’Égypte, em janeiro de 2012, ainda em processo de reconstrução após sua destruição parcial.

O Institut d'Égypte, ou Instituto Científico Egípcio, é uma academia científica instruída no Cairo, especializada em Egiptologia. Foi estabelecido em 1798 por Napoleão Bonaparte quando da Campanha do Egito, para realizar pesquisas sobre o Egito Antigo, sendo o mais antigo instituto científico do Egito. O edifício em que estava alojado foi incendiado, com a perda de muitos documentos, durante a agitação da Primavera Árabe de 2011. Reabriu em dezembro de 2012.

## Destruição
O Instituto foi incendiado em 17 de dezembro de 2011, como consequência dos contínuos confrontos nas ruas após a revolução egípcia que eclodiu em 25 de janeiro de 2011.
Grupos opostos de manifestantes estavam envolvidos em confrontos nas ruas, atirando materiais inflamáveis um ao outro adjacente ao prédio do Conselho Shura quando um coquetel molotov, jogado acidental ou deliberadamente, penetrou em uma das janelas do Instituto, causando um grande incêndio. As unidades de bombeiros não conseguiram chegar prontamente ao local do incêndio por causa das contínuas condições caóticas nas ruas. Voluntários, manifestantes de facções opostas, correram para o prédio em chamas e puderam salvar muitos itens e trazê-los para fora em segurança.
Antes do incêndio, o repositório tinha mais de 200.000 livros e textos raros e antiquários, muitos deles datando da era napoleônica. Uma primeira estimativa diz que apenas 30.000 volumes foram salvos.Perdidos, no entanto, foram o Atlas do Baixo e Alto Egito (1752), o Atlas Handler (1842), o Atlas das Antigas Artes Indianas e muitas outras obras importantes. Foi relatado incorretamente na imprensa que o manuscrito original de 20 volumes, Description de l'Égypte (1809–2929), foi destruído durante esses eventos. Após a destruição, a maioria dos volumes do instituto passou a residir nos Arquivos Nacionais e na Bibliothèque nationale da França, em Paris. O professor Mahmoud l-Shernoby, secretário-geral do instituto, disse que o dano é uma "grande perda" para o Egito e que "aqueles que causaram esse desastre devem ser punidos".